# 苉
苉是一种多环芳香烃，化学式C22H14，由泥炭焦油或石油蒸馏的残留物蒸馏至干，用对异丙基甲苯反复重结晶得到。

## 性质
苉为具有蓝色荧光的无色晶体，溶于浓硫酸溶液显绿色。在冰醋酸溶剂中用铬酸氧化苉得到苉醌，随着氧化继续进行稠环断裂形成羧酸，最终产物为邻苯二甲酸。苉晶体层间掺入钾或铷冷至18K以下时体现出超导性。.